# Zágonbárkány
Zágonbárkány (románul Barcani) falu  Romániában Kovászna megyében.

## Fekvése
Sepsiszentgyörgytől 30 km-re délkeletre, Zágon déli szomszédságában fekszik. 1925 körül Zágon határából vált ki.

## Nevének eredete
Neve az itteni üveghuta termékéből a román borcan (= befőttesüveg) szóból származik.

## Története
Zágon itteni határrészére 1712 és 1722 között a Szentkereszty grófok telepítettek románokat. Határában 1847-ben üveghutát építettek, ami sok embernek adott munkát. A trianoni békeszerződésig területe Háromszék vármegye Orbai járásához, 1928 és 1989 között Bodzafordulóhoz tartozott.
1968-óta Ladóc, Nagypatak és Borbat (Szalamás) tartozik hozzá. 1992-ben 2391 lakosából 2365 román, 24 magyar, 2 német volt.